# Adolf Scheibe
Pour les articles homonymes, voir Scheibe.
Adolf Scheibe, né le 9 mars 1895 à Zeulenroda en Thuringe et mort le 20 avril 1958 à Berlin (Allemagne), est un physicien allemand. Il est considéré comme l’inventeur de la montre à quartz.

## Biographie
Adolf Scheibe était le fils du commerçant Friedrich Scheibe. Il fréquenta jusqu'en 1908 le lycée professionnel de Zeulenroda, passa son baccalauréat à Plauen en 1914 ; puis il étudia à l'université technique de Munich où il eut, parmi ses professeurs, l'illustre Conrad Röntgen mais bientôt ses études furent interrompues par la Première Guerre mondiale. Mobilisé, Scheibe passa trois ans sous les drapeaux puis put reprendre ses études à Munich jusqu'en 1918, et les acheva à Iéna. Là, il soutint en 1923 sa thèse consacrée aux hyperfréquences, préparée sous la direction de Max Wien. En 1925, il fut recruté comme assistant à la Physikalisch-Technischen Reichsanstalt (PTR) de Berlin et deux ans plus tard, il montrait avec Erich Giebe qu'on peut exciter électriquement dans des lamelles de quartz non seulement des modes de vibration élongationnels, mais également des modes de flexion et de torsion. En 1928, Scheibe prit la succession de Giebe au conseil ministériel en tant que représentant du laboratoire des Temps et Fréquences du PTR. Vers 1930, il mit au point avec Udo Adelsberger les premières horloges à quartz du laboratoire des Temps et Fréquences allemand. Les premières mesures qu'ils firent avec ce nouvel étalon les amenèrent à annoncer en 1935 l'irrégularité du temps sidéral jusque-là utilisé comme référence. 
Scheibe parvint dès le début de la Seconde Guerre mondiale à convaincre les autorités nazies de l'importance stratégique (kriegswichtig) de son laboratoire, avec pour conséquence la non-mobilisation de ses collaborateurs par la Wehrmacht. Mais sous la pression des bombardements en nappe sur Berlin, il dut transférer en 1943 le laboratoire et choisit la petite ville de Zeulenroda. Lorsqu'ils s'emparèrent de la Thuringe, les Américains se saisirent de la personne de Scheibe, et l'emmenèrent, lui et sa famille, au quartier général américain de Heidelberg. Le laboratoire ne reprit vraiment ses activités qu'avec le rétablissement de la Physikalisch-Technische Bundesanstalt à Brunswick au début des années 1950.
Scheibe était membre correspondant de l'Académie des sciences de Göttingen et de la Société scientifique de Brunswick. En 1955, il fut nommé professeur honoraire de l'Université technique de Brunswick.
Il avait épousé Alice Kirchner avec laquelle il eut deux fils et deux filles. Adolf Scheibe mourut prématurément à Berlin au mois d'avril 1958. Son épouse Alice Scheibe née Kirchner a été inhumée à ses côtés en 1987.